# Marceli Cerklewicz

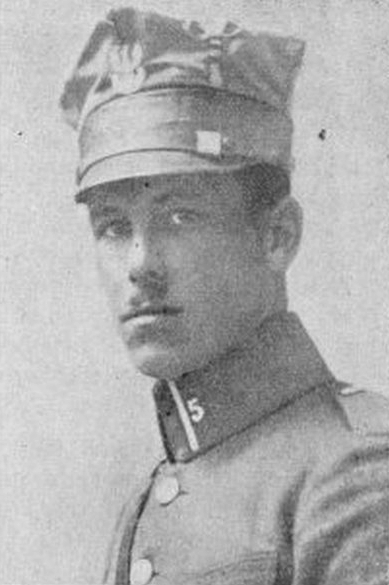
Marceli Cerklewicz

Marceli Cerklewicz (ur. 8 maja 1889 w Barze na Podolu, zm. 1941 w KL Auschwitz) – major piechoty Wojska Polskiego, działacz niepodległościowy, kawaler Orderu Virtuti Militari, komendant pomorskiej organizacji konspiracyjnej „Grunwald” (1939–1941).

## Życiorys
Urodził się 8 maja 1889 w Barze, w ówczesnym powiecie mohylowskim guberni podolskiej, w rodzinie Franciszka, powstańca styczniowego, i Antoniny z Radziejowskich. Uczęszczał do szkoły realnej w Płoskirowie, którą ukończył w 1907. Dwa lata później ukończył Czugujewską Szkołę Wojskową w Czuhujiwie, lecz nie został promowany na oficera i wysłany jako szeregowiec do jednego z rosyjskich pułków. 1 lutego 1934 napisał, że powodem był „zatarg z kolegami na tle politycznym”. W 1910 został zwolniony z wojska, a w następnym roku rozpoczął studia na Wydziale Mechanicznym Kijowskiego Instytutu Politechnicznego. Do wybuchu I wojny światowej ukończył siedem semestrów. W 1914 został zmobilizowany do oddziału lotnictwa jako pilot. Już 28 września 1914 został ranny podczas walki powietrznej z Niemcami nad Krasnostowcami. Został urlopowany na sześć miesięcy.
Od października 1915 służył w polskim Legionie Puławskim. Po przejściu kursu oficerskiego, przeszedł w stopniu chorążego do I Brygady formowanej w rejonie Bobrujska. Następnie od lutego 1916 był dowódcą kompanii w Polskiej Organizacji Wojskowej w Kijowie. Na początku listopada 1918 brał udział w akcji rozbrajania Niemców w Warszawie.
Następnie wstąpił do odrodzonego Wojska Polskiego, obejmując funkcję dowódcy kompanii w 21 pułku piechoty „Dzieci Warszawy”. Od marca 1919 uczestniczył w powstaniu wielkopolskim jako dowódca I batalionu w 5 pułku Strzelców Wielkopolskich (17 stycznia 1920 przemianowany na 59 pułk piechoty wielkopolskiej). Od 7 sierpnia do 26 września 1920, w przełomowym momencie wojny z bolszewikami dowodził swoim pułkiem. Za udział w walkach pod Warszawą 16–18 sierpnia otrzymał Order Virtuti Militari. 22 sierpnia został udekorowany przez dowódcę 15 Dywizji Piechoty generała Władysława Junga. 15 listopada 1920 został bezpodstawnie zawieszony w czynnościach i sądzony. 8 sierpnia 1921 Wojskowy Sąd Okręgowy w Poznaniu uniewinnił go i przywrócił do służby wojskowej.
Po zakończeniu wojny zweryfikowany został w stopniu kapitana ze starszeństwem z dniem 1 lipca 1919 (w 1924 zajmował 20, a w 1928 – 27 lokatę w korpusie oficerów zawodowych piechoty). Sprawował różne stanowiska dowódcze kolejno w 59 pp, 67 pułku piechoty wielkopolskiej (1924), 7 batalionie granicznym KOP i 66 pułku piechoty w Chełmnie. 27 stycznia 1930 awansowany został na majora ze starszeństwem z dniem 1 stycznia 1930 i 99. lokatą w korpusie oficerów piechoty. W marcu tego roku został przeniesiony do 5 pułku strzelców podhalańskich w Przemyślu na stanowisko obwodowego komendanta Przysposobienia Wojskowego, a w czerwcu 1933 przeniesiony na takie samo stanowisko do 67 pp. Latem 1934 został oddelegowany na stanowisko komendanta zgrupowania obozów letnich w Cetniewie. Z dniem 31 sierpnia 1935 przeniesiony został w stan spoczynku.
Początkowo zamieszkał w Brodnicy, a od 1938 w Toruniu. Tam jako działacz Konfederacji Związków Obrońców Ojczyzny został zaangażowany w tworzenie pomorskiej siatki dywersji pozafrontowej o kryptonimie „Grunwald”. Prawdopodobnie został inspektorem obszarowym Tajnej Organizacji Wojskowej „Grunwald” na teren Pomorza z ramienia dowództwa Dowództwa Okręgu Korpusu nr VII.
. 5 listopada 1939 na tajnym spotkaniu utworzył na bazie dywersji pozafrontowej, którą wcześniej organizował, organizację konspiracyjną „Grunwald”. Następnie wyjechał do Warszawy, gdzie założył struktury swojej organizacji, m.in. komórkę legalizacji. Prawdopodobnie z powodu braku możliwości samodzielnej działalności pod koniec kwietnia 1940 przystąpił do ogólnokrajowej Komendy Obrońców Polski; został szefem wydziału wojskowego i kierownikiem grup szturmowych Komendy Głównej KOP. W 1941 został aresztowany w Warszawie przez Gestapo, a następnie zesłany do niemieckiego obozu koncentracyjnego Auschwitz, gdzie zginął prawdopodobnie w 1941.
Był żonaty, miał pięcioro dzieci: Stanisława (ur. 25 października 1918), Bolesława (ur. 7 lipca 1921), Zbigniewa (ur. 31 marca 1923), Krystynę (ur. 29 grudnia 1928) i Wacława (ur. 17 sierpnia 1931).

## Ordery i odznaczenia
- Krzyż Srebrny Orderu Virtuti Militari nr 87[13] – 13 maja 1921[14]
- Krzyż Niepodległości – 9 października 1933 „za pracę w dziele odzyskania niepodległości”[15][16]
- Srebrny Krzyż Zasługi – 29 października 1926 „za zasługi położone około zabezpieczenia granic Państwa”[17][18]
- Medal Pamiątkowy za Wojnę 1918–1921[19]
- Medal Dziesięciolecia Odzyskanej Niepodległości[19]
- Państwowa Odznaka Sportowa – 1931[20]
- Medal Zwycięstwa[19]